# Cizos
Cizos település Franciaországban, Hautes-Pyrénées megyében. Lakosainak száma 136 fő (2022. január 1.). Cizos Organ, Aries-Espénan, Betpouy, Castelnau-Magnoac, Caubous, Monléon-Magnoac és Vieuzos községekkel határos.

## Népesség
A település népességének változása:
| Lakosok száma | 120  | 125  | 126  | 127  | 130  | 133  | 134  | 135  | 136  |
|               | 2013 | 2015 | 2016 | 2017 | 2018 | 2019 | 2020 | 2021 | 2022 |